# Concetto
Il concetto (o nozione, intesa come cognizione fondamentale) indica - in senso lato - un'idea astratta e generale che viene espressa in maniera definita con un procedimento che raccoglie e aggrega ("concetto" dal latino concipĕre = cum-capĕre, comprehendĕre) aspetti sensibili particolari che una molteplicità di oggetti hanno in comune.

## Significato
Con il concetto la mente è in grado di avere chiari i caratteri essenziali e costanti di una specifica realtà. Questi aspetti sostanziali, chiamati nella logica "note definitorie", con il concetto saranno presenti alla mente, che sarà in grado di riconoscere, senza dover procedere a ulteriori elaborazioni, tutti quegli oggetti che presentano il complesso di quelle stesse caratteristiche particolari.
Nel significato suesposto il termine 'concetto' coincide con quello di universale, con il quale il soggetto crea una propria rappresentazione astratta degli oggetti percepiti. Il termine 'concetto' può essere usato anche con un significato esteso a tutte le rappresentazioni mentali. Nelle scienze cognitive e nella filosofia della mente, un concetto è infatti un'idea astratta o un simbolo mentale, tipicamente associato a una corrispondente rappresentazione in una lingua o nella simbologia, e in questo caso la linguistica parla di 'nomi astratti'.

## Filosofia

### Il pensiero di Aristotele

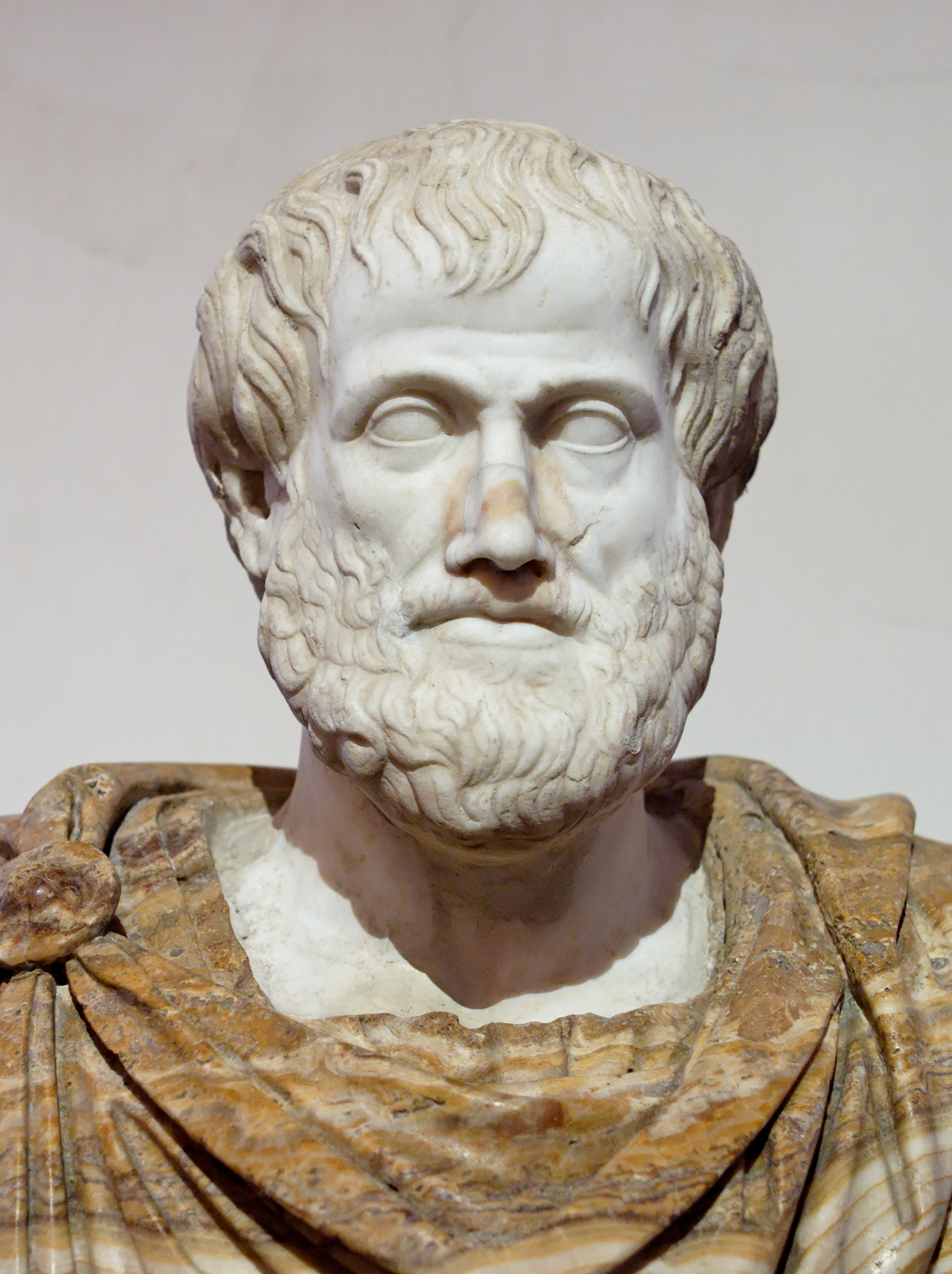
Aristotele

Secondo Aristotele lo scopritore del concetto nel significato di universale fu Socrate, per il quale il concetto (lògos) di una cosa si caratterizzava per la sua precisa definizione, tale che non fosse più possibile una conoscenza incerta e opinabile della cosa così logicamente definita.
Aristotele, come storico della filosofia, risulta però poco attendibile, poiché egli tende a esporre il pensiero dei filosofi precedenti interpretandolo secondo il suo personale punto di vista, operando distorsioni e fraintendimenti sui principi originali. Egli presenta infatti la dottrina socratica come incentrata, in un primo tentativo fallito, nell'individuare la definizione del concetto. A questo, secondo Aristotele, mira la ricerca socratica, che si esprime nel continuo interrogare (ti estì) che Socrate effettua nel dialogo: egli cercherebbe, cioè, non riuscendoci, la definizione precisa della cosa di cui sta parlando con il suo interlocutore.
Aristotele vede nel dialogo socratico il tentativo di arrivare a quel suo procedimento induttivo, attraverso il quale si astrae dalle cose ciò che esse hanno in comune e, mettendo da parte le diversità, si trova ciò che le caratterizza per quello che esse sono.
Sarà invece Aristotele a scoprire il metodo della definizione e induzione su cui si basa la conoscenza scientifica del mondo – metodo non adatto all'etica, che Socrate invece avrebbe erroneamente applicato nell'esame dei concetti morali fondamentali del tempo, come ad esempio le virtù di pietà, saggezza, temperanza, coraggio e giustizia oggetto dei suoi dialoghi.
Partendo dal fallimento di Socrate e rigettando la visione ultramondana della perfetta idea platonica, Aristotele dimostra come la conoscenza certa sia possibile con la definizione empirica dell'essenza.
I cinici obietteranno al procedimento astrattivo aristotelico che non si possono individuare i particolari di una cosa (le orecchie, la criniera, la coda ad esempio di un cavallo) se questi non sono già riconosciuti come quei particolari che fanno parte di un insieme omogeneo (il cavallo). Tu in effetti già sai che quegli elementi (orecchie, criniera, ecc.) appartengono tutti insieme, fanno parte essenziale della cosa (cavallo). Si potranno cioè identificare gli elementi essenziali (orecchie, ecc.), scartando quelli contingenti (ad esempio il colore), per rapportarli alla cosa (al cavallo) solo se preventivamente si conosce ciò che quei particolari hanno in comune, cioè la loro universale essenza.
In questo modo si poneva per la prima volta il problema della questione ontologica dell'universale, che esisterebbe nelle sue determinazioni universali (cavallo con orecchie, coda, criniera, ecc.) prima che esso assuma le sue connotazioni contingenti (colore, ecc.).
Aristotele pensava di risolvere il problema affermando che l'universale o concetto è ciò che si attribuisce, si predica per natura nei confronti di una pluralità di enti; per natura, nel senso che la caratteristica dell'universalità deve necessariamente coincidere con l'essenza degli enti che si considerano e non con qualche loro caratteristica contingente, che può esserci o non esserci.
Ad esempio il fatto che la somma degli angoli interni di un triangolo sia equivalente a 180 gradi, a due angoli retti, noi lo riscontreremo in tutti i triangoli perché questa caratteristica appartiene per natura all'essenza (ousia) stessa del triangolo, se cioè la figura geometrica non realizzasse questa caratteristica (angoli interni uguale a due retti) il triangolo non esisterebbe. Quindi, poiché questa (degli angoli interni, ecc.) è una determinazione universale che coincide con l'essenza stessa (del triangolo) allora noi possiamo applicarla a ogni altro ente particolare (ai più diversi triangoli). Tutti i più diversi triangoli avranno come universale la caratteristica che gli angoli interni equivalgono a due retti.
Lo strumento (organon) del pensiero ben definito razionalmente viene indicato da Aristotele nella logica, scienza dei concetti, dei giudizi (rapporto tra due concetti: soggetto e predicato), dei ragionamenti o sillogismi (rapporto tra due o più giudizi) e delle leggi che li regolano.
L'elemento logico fondamentale è il concetto, che deve essere definito secondo la sua estensione (comprendendo tutti gli esseri che presentano la stessa qualità) e comprensione (complesso delle qualità riferite al concetto). Per cui ad esempio il concetto di "cavallo" ha molte qualità (grande comprensione ma scarsa estensione: può riferirsi solo ai cavalli) mentre il concetto di "vertebrato" si riferisce a molti esseri ma è più generico (grande estensione ma poca comprensione). Da qui la legge per cui tanto maggiore sarà la comprensione tanto minore sarà l'estensione e viceversa.

### Filosofia medioevale
Nel Medioevo, la scolastica tentò di chiarire quanto Aristotele aveva lasciato non del tutto risolto, iniziando quel dibattito filosofico che fu chiamato disputa sugli universali, in cui si fronteggiarono due concezioni contrapposte: il nominalismo, per cui gli universali ricavati con il procedimento razionale dell'astrazione sono semplicemente simboli, nomi delle cose, e il realismo, per il quale gli universali esistono per loro conto, sono il riflesso nelle cose e nell'interiorità dell'anima di quelle idee reali con cui Dio ha creato l'universo. Una terza posizione era infine quella del concettualismo, secondo la quale gli universali non hanno una realtà a sé stante ma non sono neppure dei semplici nomi, bensì piuttosto delle formazioni autonome del nostro intelletto, esistenti come processi mentali.

### Filosofia moderna

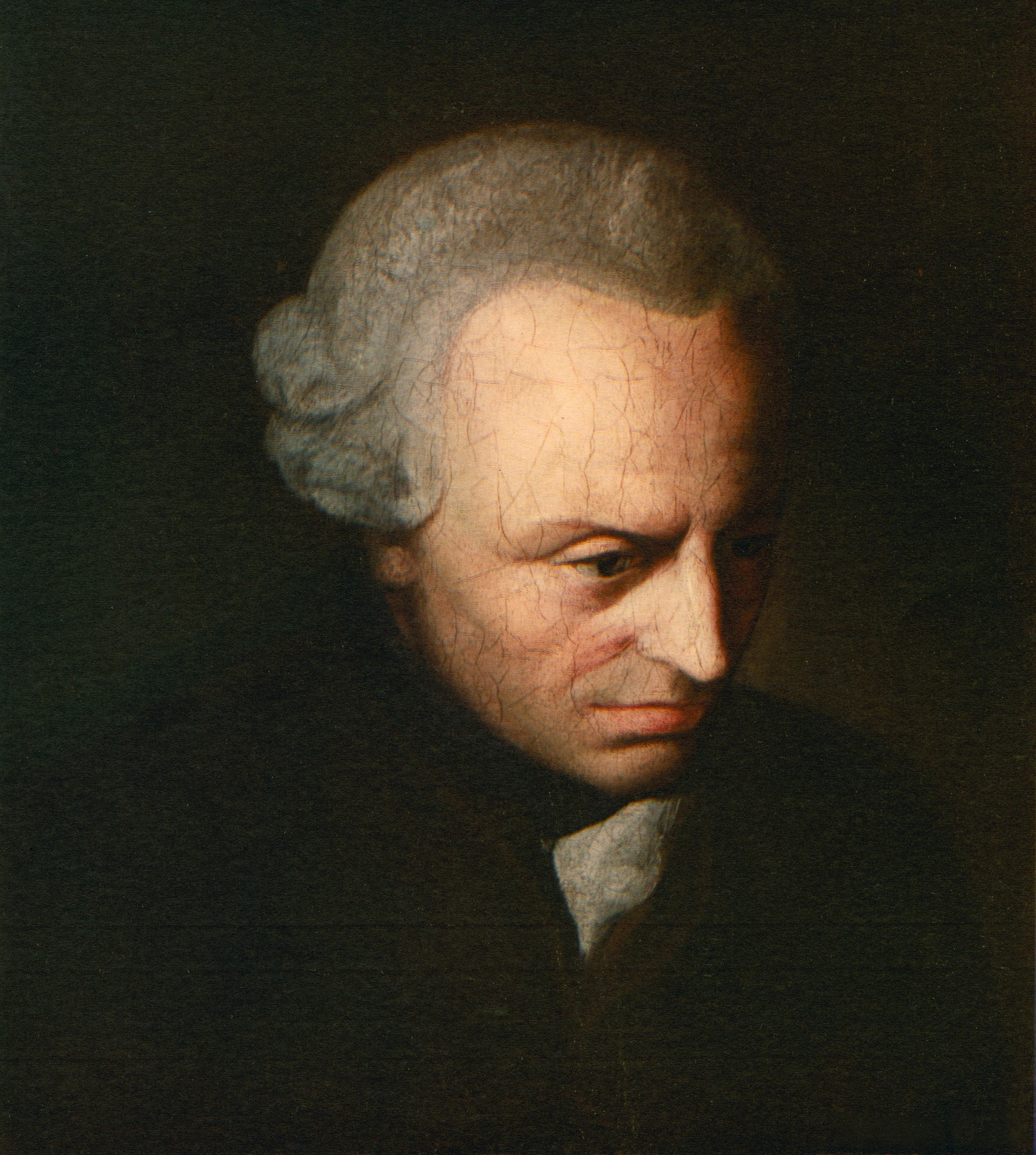
Immanuel Kant

Nella filosofia moderna Kant identifica il concetto, elaborato dall'intelletto, con l'universale, mentre all'intuizione è riservata la rappresentazione del particolare ottenuta tramite la sensibilità. Il concetto si riferisce sempre a una molteplicità di oggetti, mentre l'intuizione è l'apprensione sensibile immediata di un singolo oggetto. Le intuizioni sono delle affezioni (passive, poiché i sensi subiscono i dati sensibili dall'esterno), mentre i concetti sono funzioni (attive) che riordinano e unificano più rappresentazioni.
I concetti possono essere empirici, ossia derivare dall'esperienza, contenendo cioè elementi sensibili acquisiti tramite le intuizioni empiriche (quelle in cui sono concretamente presenti le sensazioni); i concetti puri invece non contengono alcun elemento sensibile e derivano dalle intuizioni pure di spazio e tempo, che sono a priori (indipendentemente e prima di ogni esperienza) nell'intelletto.
I concetti puri vengono chiamati da Kant "categorie", che sull'esempio aristotelico sono in numero di dodici. Differentemente da Aristotele, per il quale le categorie sono principi del pensiero logico e della realtà, quelle kantiane sono modi di funzionamento dell'intelletto che svolgono una funzione trascendentale di ordinamento dei fenomeni, nel senso che sono forme a priori, precedenti ogni esperienza, ma che nello stesso tempo acquistano valore e significato solo quando si applicano all'esperienza stessa.
Per Hegel il termine 'concetto' assume un significato derivato dalla formulazione fondamentale del suo pensiero, secondo cui «ciò che è razionale è reale; e ciò che è reale è razionale.» Perciò le sole categorie, intese come "pensieri oggettivi", esprimono il concetto, nel senso che quest'ultimo appartiene non solo alla mente umana ma alla stessa realtà: in questo modo la logica, che studia il pensiero razionale, coincide con la metafisica, che tratta dell'essenza della realtà.

### Filosofia contemporanea
Il pensiero contemporaneo con Gottlob Frege ha studiato il concetto riportandolo alla semantica, scienza dei rapporti tra i simboli linguistici (nomi) e gli oggetti ("referenti") ai quali si riferiscono. A questi termini bisogna aggiungere il "significato", per cui nomi diversi riferiti allo stesso referente possono avere significati diversi.
Frege ha approfondito la distinzione tra linguaggio e significato, per cui vi sono dei concetti che possiedono delle proprietà (ad esempio il gatto miagola) e concetti che le esprimono linguisticamente (il concetto di gatto non miagola rispetto alla realtà fisica del gatto), i quali a loro volta sono ripresi da un concetto superiore (ad esempio il concetto di mammifero indica qualità che non appartengono solo al gatto).

## Psicologia
Lo studio della formazione dei concetti ha preso avvio nel 1920 per opera di Ach, che sviluppa un metodo sulle condizioni funzionali della formazione dei concetti. Successivamente nel 1930 L. S. Sakharov e Vygotskij elaborano un altro approccio, che permette di stabilire come la capacità di formare concetti si sviluppa a partire dalla pubertà.